# Coven (banda)
Coven es una banda estadounidense de rock, que incorpora en sus letras temas sobre ocultismo y satanismo, formada a finales de los años 1960 con un sonido muy influyente en el nacimiento del metal.
Además se creía ser la primera banda en emplear la mano cornuta en un contexto musical y ocultista (con ese signo su cantante, Jinx Dawson, abría y cerraba sus conciertos, además de figurar en la portada de su primer disco), sin embargo se le puede ver a John Lennon cantante de The Beatles hacer este gesto desde mucho antes, específicamente en 1968 en la carátula del Yellow submarine y las sesiones de fotos del mismo. 
Es muy conocido el debate sobre su aparentemente obvia influencia, principalmente estética, en Black Sabbath, ya que su cantante Ozzy Osborne tomó un nombre artístico similar al exmiembro de Coven Oz Osborne, o también el que se especula que el nombre de la banda podría haber sido escogido en honor a la canción del mismo nombre que abre el álbum debut de la banda, extremo que Black Sabbath siempre han negado. Otras bandas sí han reconocido su influencia, como King Diamond o Nirvana.

## Historia
Consiguieron ingresar en el Top 40 de las listas de éxitos en 1971 con la canción "One Tin Soldier", banda sonora de la película Billy Jack. La banda estaba compuesta por la cantante Jinx Dawson, el bajista Greg "Oz" Osborne (no confundir con Ozzy Osbourne), el guitarrista Chris Neilsen y el baterista Steve Ross.  
Como ya se ha indicado, son conocidos por ser la primera agrupación en usar, en 1969, la "mano cornuta" en un contexto musical y ocultista (en un contexto musical, el gesto ya había sido no obstante empleado anteriormente por John Lennon al menos desde 1966, imitando el Karana Mudra budista). No obstante, no le dieron al símbolo el significado que tiene para la comunidad del heavy metal como parte de su identidad, representando para Coven un significado relativo al Camino de la Mano Izquierda. Fue el cantante Ronnie James Dio quien, asimilándolo a un gesto que su abuela italiana hacía para alejar el mal de ojo, al incorporarse a Black Sabbath en 1980 y a sugerencia de Geezer Butler (quien ya lo había empleado al inicio de la carrera de la banda británica, en torno a 1971, en una más de las coincidencias estéticas existentes entre Coven y aquellos primeros Black Sabbath), popularizaría la mano cornuta como símbolo del metal y motivo de orgullo entre los metaleros.
El álbum Witchcraft Destroys Minds & Reaps Souls (1969), que cuenta entre sus canciones con la titulada "Black Sabbath", causó gran controversia en la época por su contenido lírico y por incluir el audio de una misa satánica al final del disco. A raíz de la publicación de una foto en la revista Esquire en la que Charles Manson aparecía saliendo de una tienda tras adquirir ese disco, fueron vinculados con los asesinatos perpetrados por la Familia Manson y censurados masivamente, lo que desencadenaría el fin de su carrera. En 1974, luego del lanzamiento del álbum Blood on the Snow, la banda se separó, para reunirse nuevamente en el año 2007.

## Discografía
- Witchcraft Destroys Minds & Reaps Souls (1969, Mercury)
- Coven (1971, MGM)
- Blood on the Snow (1974, Buddah)
- Metal Goth Queen: Out of the Vault 1976–2007 (2008, Nevoc)
- Jinx (2013, Nevoc)